# Các vị thần da trắng

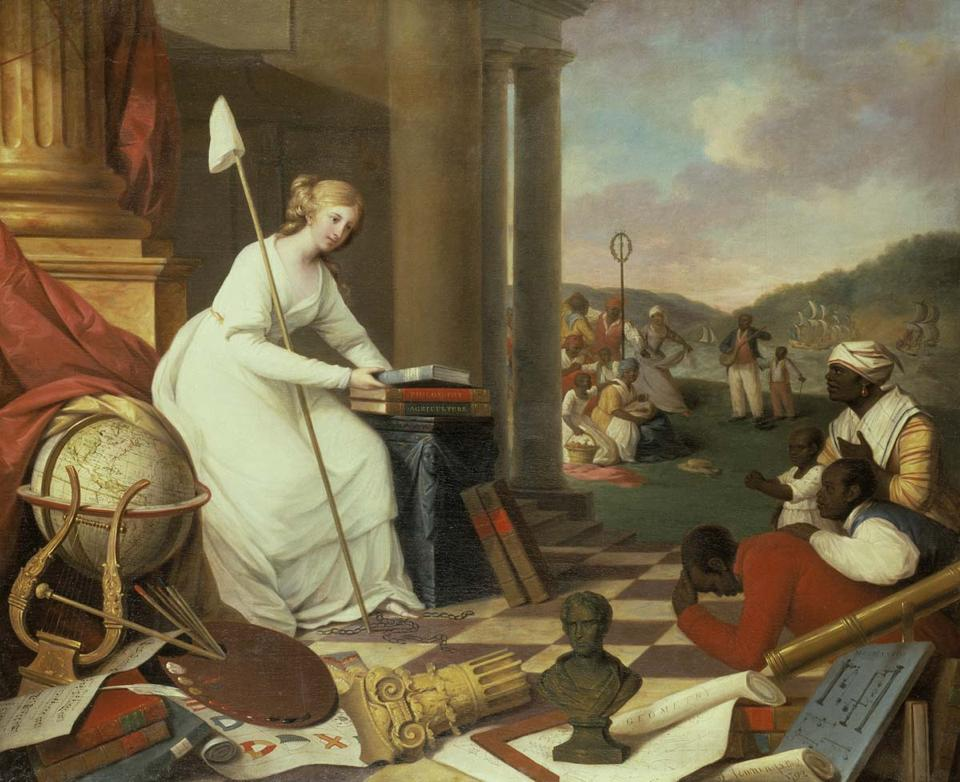
Họa phẩm về nữ thần tự do (da trắng) ở Mỹ đang ban phát nhân quyền cho người da đen

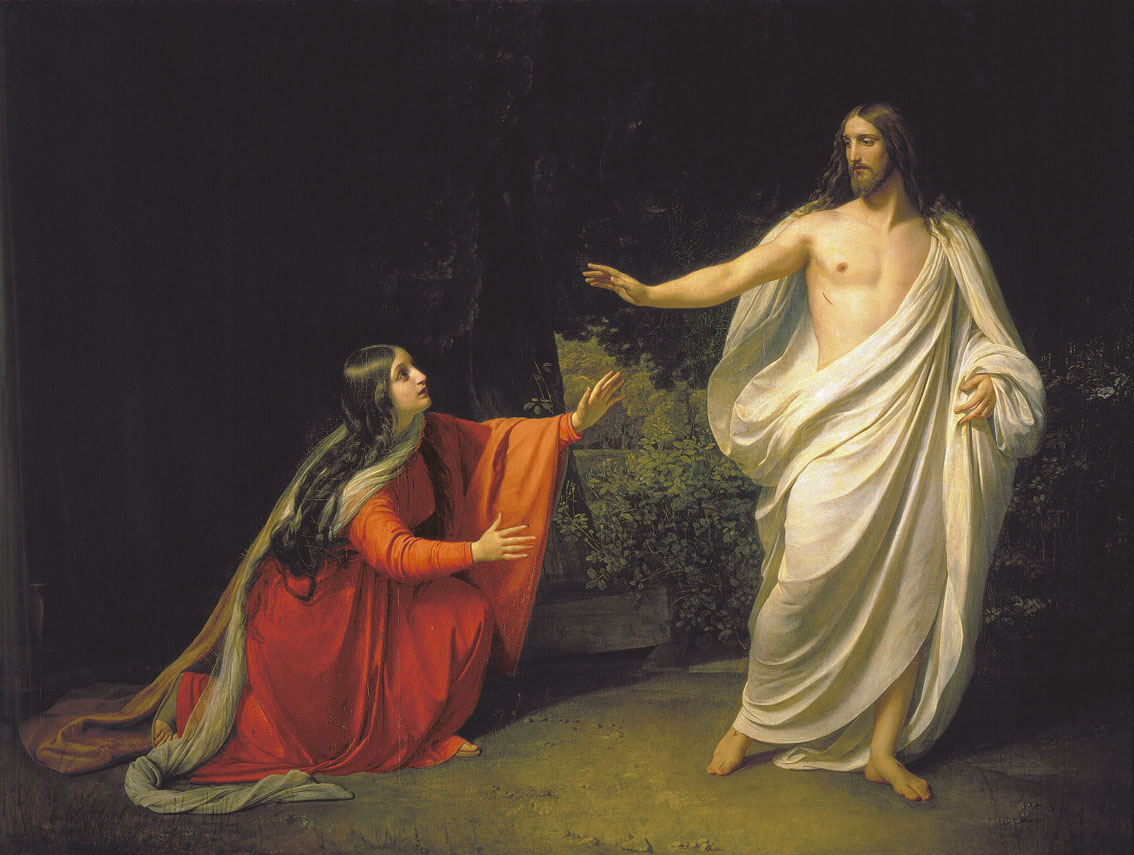
Chúa Giêsu phục sinh được phác họa với làn da trắng

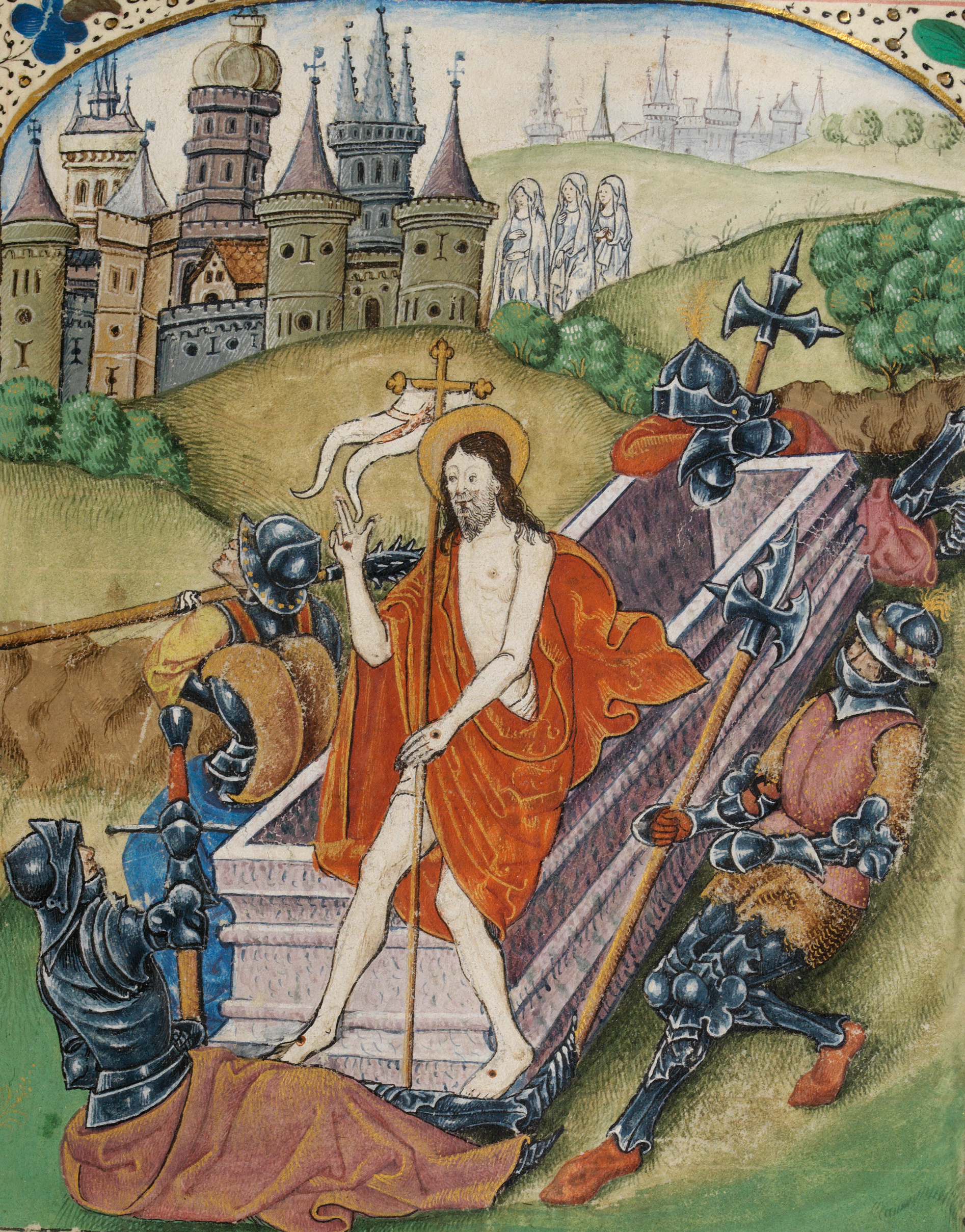
Chúa Giêsu được vẽ có làn da màu trắng

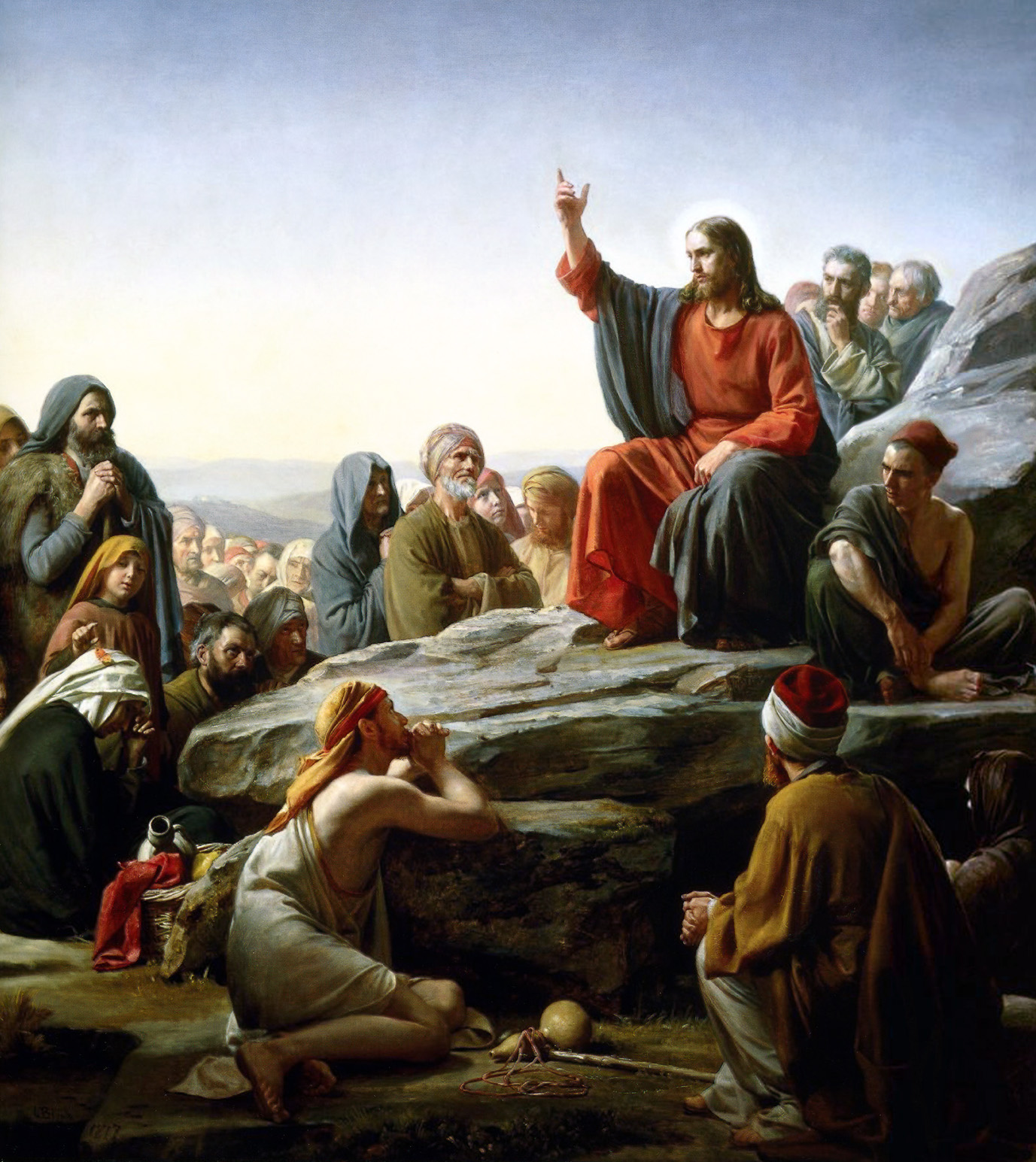
Chúa Giêsu được vẽ có da màu trắng

Các vị thần người da trắng là niềm tin rằng các nền văn hoá cổ xưa trên thế giới đã ưa chuộng các vị thần của người da trắng đã thăm viếng trong thời cổ đại, và họ được biết đến như là các vị thần có làn da trắng. 

## Châu Mỹ
Dựa trên các tài liệu của thế kỷ 16 về những Conquistador Tây Ban Nha được chào đón như những vị thần của các dân tộc thuộc Tân Thế Giới, một số tác giả văn học hiện đại đã mở rộng khái niệm ra ngoài những gì có thể kiểm chứng được trong lịch sử, lan truyền nó sang thể loại văn chương giả mạo (rogue literature) và các nhà lý thuyết tiền tuyến, như các tác giả về các nhà du hành vũ trụ cổ hay Atlantis, trong một số trường hợp (như Bản sắc Kitô giáo) thậm chí còn có được các ý nghĩa tôn giáo gần như tôn giáo của chủng tộc người da trắng. Điều đó được tuyên bố bởi một số tác giả rằng các nhà truyền giáo da trắng hay "thần linh" đã viếng thăm Mỹ trước Christoforo Columbo. Các tác giả thường trích dẫn từ huyền thoại và các huyền thoại bàn về các vị thần cổ đại như Quetzalcoatl để kết luận rằng các truyền thuyết thực sự dựa trên người da trắng đã đến thăm các khu vực đó, và người da trắng thực sự là những vị thần.
Các nhà văn học người Tây Ban Nha từ thế kỷ 16 cho biết khi những conquistadors do Francisco Pizarro lãnh đạo lần đầu tiên gặp người Inca, họ được chào đón như những vị thần "Viracochas", bởi vì làn da sáng hơn giống như thần Viracocha của họ. Câu chuyện này được báo cáo lần đầu tiên bởi Pedro Cieza de León (1553) và sau đó là Pedro Sarmiento de Gamboa. Các tài liệu tương tự của các nhà chép văn Tây Ban Nha (ví dụ Juan de Betanzos) mô tả Viracocha là "Đức Chúa Trời trắng", thường có bộ râu quai nón.. Rupert Furneaux cũng liên kết "thần da trắng" với thành phố cổ Tiahuanaco. Đại tá A. Braghine trong cuốn sách The Shadow of Atlantis của ông vào năm 1940 đã tuyên bố rằng người Carib có các báo cáo và truyền thuyết về một người đàn ông da trắng gọi là Tamu hoặc Zune, người đã đến từ phương Đông và dạy nông dân, sau đó ông biến mất trong một " hướng đông nam. Braghine cũng tuyên bố Manco Cápac là một người đàn ông da trắng.
Tác giả Gerd von Hassler của Atlantis liên kết các vị thần người da trắng với lũ lụt trong kinh thánh. Nhà khảo cổ học Pierre Honoré năm 1962 đã đề xuất lý thuyết cận biên rằng các nền văn minh Mesoamerica tiền Columbine là do "những người da trắng từ vùng lân cận của Crete. Tác giả Robert F. Marx đã viết rất nhiều về khái niệm "vị thần da trắng", Marx đã đi đến kết luận rằng các vị thần người da trắng "hình thành trong hầu hết mọi nền văn hoá bản xứ ở châu Mỹ.. Nhà văn người Anh Harold T. Wilkins đã đưa ra khái niệm về những vị thần trắng là xa nhất, viết rằng một cuộc đua trắng biến mất đã chiếm toàn bộ Nam Mỹ vào thời cổ đại. Wilkins cũng tuyên bố rằng Quetzalcoatl đến từ Atlantis.. Nhà huyền học James H. Madole chịu ảnh hưởng của chủ nghĩa Aryan và Hindu đã viết rằng chủng tộc Aryan có thời kỳ cổ đại và đã được tôn thờ trên toàn thế giới bởi các chủng tộc thấp hơn là "những vị thần người da trắng". Madole cũng viết rằng những người Aryan có nguồn gốc từ Vườn Eden nằm ở Bắc Mỹ.

## Mặc Môn

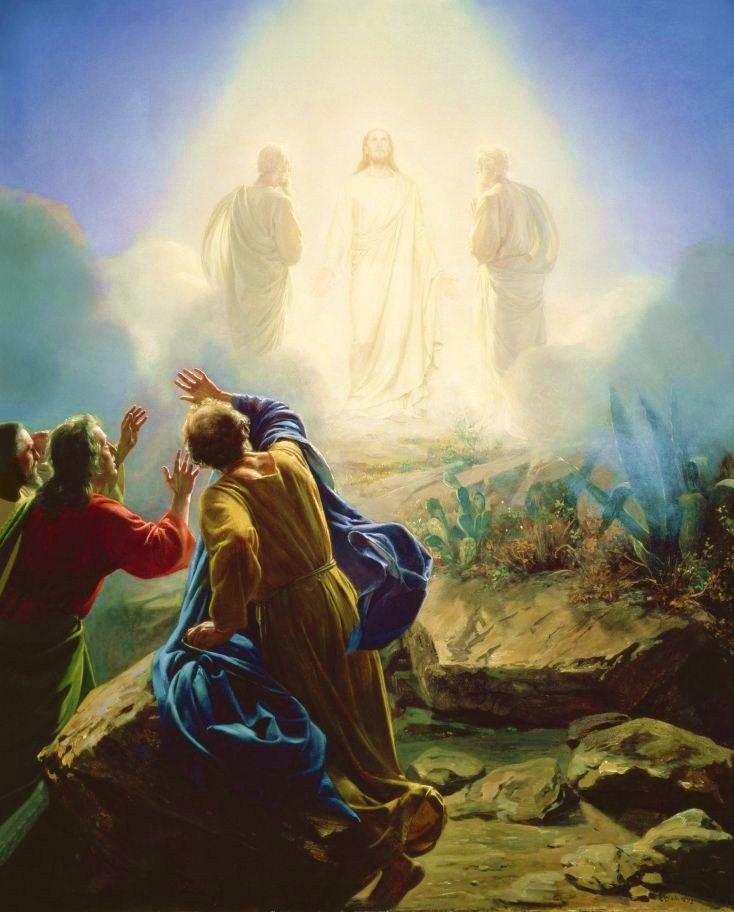
Chúa Giêsu tỏa sáng với ánh sáng trắng chói lòa

Các tín nhân theo Mặc Môn giáo (Mormon) tin rằng Quetzalcoatl được mô tả là người da trắng và có râu quai nón, đây những người từ trên trời viếng thăm và hứa sẽ trở lại trong số đó có thể có cả Chúa Giê Su Ky Tô. Theo tài liệu thánh kinh ghi lại trong Sách Mặc Môn, Chúa Giê Su Ky Tô đã viếng thăm và giảng dạy người bản địa ở Châu Mỹ sau khi phục sinh, và coi họ là "những con chiên khác", ông đã tham khảo trong nhiệm vụ trần thế của mình. Sách Mặc Môn cũng tuyên bố rằng Đức Chúa Jêsus Christ hiện ra với người khác, sau sự sống lại của Ngài, thậm chí với các cư dân trên các hòn đảo.

## Phi hành gia cổ đại
Một số người theo thuyết Phi hành gia cổ đại và các nhà văn UFO đã tuyên bố rằng vị thần người da trắng thực ra là ngoài trái đất. Peter Kolosimo tin tưởng rằng những huyền thoại của Quetzalcoatl đã có trên thực tế. Ông tuyên bố rằng các truyền thuyết thực sự mô tả một chủng tộc của những người đàn ông da trắng đã được sinh ra trong tàu vũ trụ và di chuyển đến Atlantis, sau đó, sau khi Atlantis bị phá hủy, họ chuyển đến Châu Mỹ để được coi là những vị thần dân da trắng bởi những người sống trên trái đất nguyên thủy.